# Alessandro Appiani d'Aragona
Alessandro Appiani d'Aragona (Génova, 1555 - Piombino, 28 de septiembre de 1589), hijo natural de Jacobo VI Appiani d’Aragona y de María Fieschi, su cuñada y, por tanto, hermana de su mujer, Virginia Fieschi. Desde 1585 fue señor del Piombino, príncipe del Sacro Imperio Romano y señor de Scarlino, Populonia, Suvereto, Buriano, Badia al Fango y Vignale y de las islas de Elba, Montecristo, Pianosa, Cerboli y Palmaiola. Fue asesinado el 28 de septiembre de 1589 durante una revuelta popular instigada por la nobleza que otorgó el poder al comandante español de la fortaleza, Félix de Aragón.
Alessandro se casó en 1575 en Génova con Isabel de Mendoza, hija de Don Pedro Gonzalo de Mendoza y Briceño, I conde de Binasco, embajador español en Génova, hijo de García Hurtado de Mendoza, Gobernador de Parma e Isabel Briceño, y nieto de Cristobal Briceño, señor de Piquillos y Isabel de la Caprona. El matrimonio tuvo tres hijos:
- Isabel (1577 - 1661), princesa del Piombino y señora de Scarlino, Populonia, Suvereto, Buriano, Abbadia al Fango y Vignale y de las islas de Elba, Montecristo, Pianosa, Cerboli y Palmaiola desde 1611 a 1624.
- Jacobo VII Appiani d'Aragona (1581 - 1603), primer príncipe del Piombino (1594) y señor del Piombino, príncipe del Sacro Imperio Romano y señor de Scarlino, Populonia, Suvereto, Buriano, Abbadia al Fango y Vignale y de las islas de Elba, Montecristo, Pianosa, Cerboli y Palmaiola desde 1589.
- Garzia, muerta en 1592.